# Charles Eduard Junod
Charles Eduard Junod (auch: Édouard oder Edvard; * 5. Januar 1828 in Auvernier nahe Neuchâtel in der Schweiz; † 26. November 1877 ebenda) war ein Schweizer Photograph und Sprachlehrer. Er lebte und arbeitete acht Jahre lang in Hamburg. Bekannt wurde Junod für seine Aufnahmen von den Zerstörungen im deutsch-dänischen Krieg 1864.

## Leben
Charles Eduard Junod war ein Sohn des Ingenieurs und Architekten Charles-Henri Junod (1795–1843), der die Stadterweiterungen von La Chaux-de-Fonds in den Jahren 1835 bis 1841 städtebaulich geplant hat.

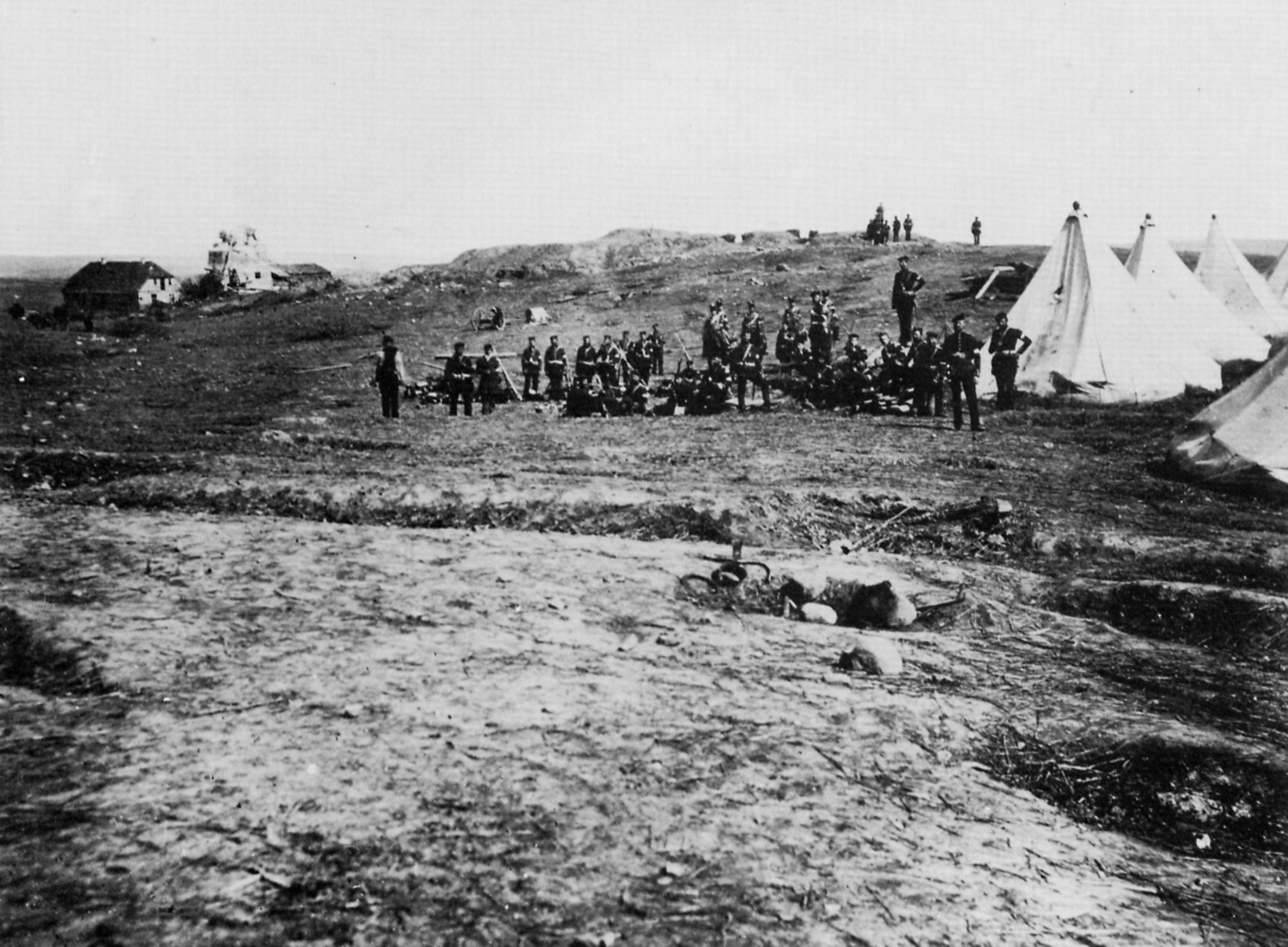
Düppeler Schanze VII, äußere Ansicht

Charles Junod stieg am 25. Oktober 1858 mit seiner Frau in Zingg’s Hotel in Hamburg ab. Er gab an, er stamme aus Neuenburg. Charles Junod wohnte 1860 mietfrei bei seinem Landsmann Auguste de Meuron. De Meuron arbeitete als Architekt in Hamburg. In den Jahren 1861 und 62 arbeitete Junod als Sprachlehrer. In einer Anzeige, mit der Junod Ende August 1863 in den „Hamburger Nachrichten“ auf sein fotografisches Atelier aufmerksam machte, veröffentlichte er, er sei Schüler von Disdéri’s, „Photographe S.M. des Kaisers, Paris.“
Gut drei Wochen nach Kriegsbeginn des Deutsch-Dänischen Krieges am 1. Februar 1864 erhielt Junod „aus dem Hauptquartier der alliierten Armee in Schleswig“ den Auftrag an den Kriegsschauplätzen, Aufnahmen zu machen. Wenige Tage nach der Erstürmung der Düppeler Schanzen im April erhielt Junod von Friedrich Karl Prinz von Preußen den Auftrag, die Befestigungen, die Schanzen, die Brückenköpfe und das gesamte Terrain zu photographieren. Nach nur wenigen Tagen bot Junod Ansichten des „Dannewerks“ (dänische Befestigungen) und der „Düppelschanzen“ an. Der Inhaber eines Lagers für Galanterie und Porzellanwaren in Hamburg Heinrich Rübcke erhielt im Juni das alleinige Recht, diese 21 verschiedenen Ansichten im Visitkarten-Format anzubieten.
Die Aufnahmen der zerstörten dänischen Stellungen gehören zu den ersten Aufnahmen von Folgen eines Kriegsgeschehens. Für diese wurde Junod bekannt. Sie wurden vor allem als Stereoaufnahmen – rund 150 sind bekannt – veröffentlicht, aber auch als großformatige Einzelbilder. Junod fotografierte auch die mit den Preußen verbündete österreichische K.K. Armee – und zwar die K.K. Marine, zum Beispiel deren Befehlshaber Wilhelm von Tegetthoff, als Studioporträt und auf der Brücke seines Schiffes.
Von 1863 bis Ende Oktober 1865 unterhielt Charles Junod in Hamburg in der Dammthorstraße 8 ein photographisches Atelier. Hier wohnte und arbeitete er und war imstande, Reiter zu Pferde zu porträtieren. Am 30. Mai 1865 meldete er sich als Nichtstaatsangehöriger im Gewerbebüro an. Die Bekanntschaft mit seinem Landsmann de Meuron könnte ihm den Zugang zu Kunden in Hamburg erleichtert haben. Junod porträtierte u. a. de Meurons Auftraggeber. Bekannt ist eine Aufnahme von Gustav Godeffroy, für den de Meuron ein Landhaus an der Elbe gebaut hatte. 
Einträge im Branchenteil des Hamburger Adressbuches lassen den Schluss zu, dass Junod an anderer Stelle ein photographische Atelier eröffnen wollte, es aber nicht realisierten hat. Im Juli 1866 kehrte Charles Junod in die Schweiz zurück. Es gibt keinen Hinweis darauf, dass er dort weiter als Photograph gearbeitet hat. Er starb am 26. November 1877 im Alter von nur 49 Jahren in seiner Geburtsstadt.

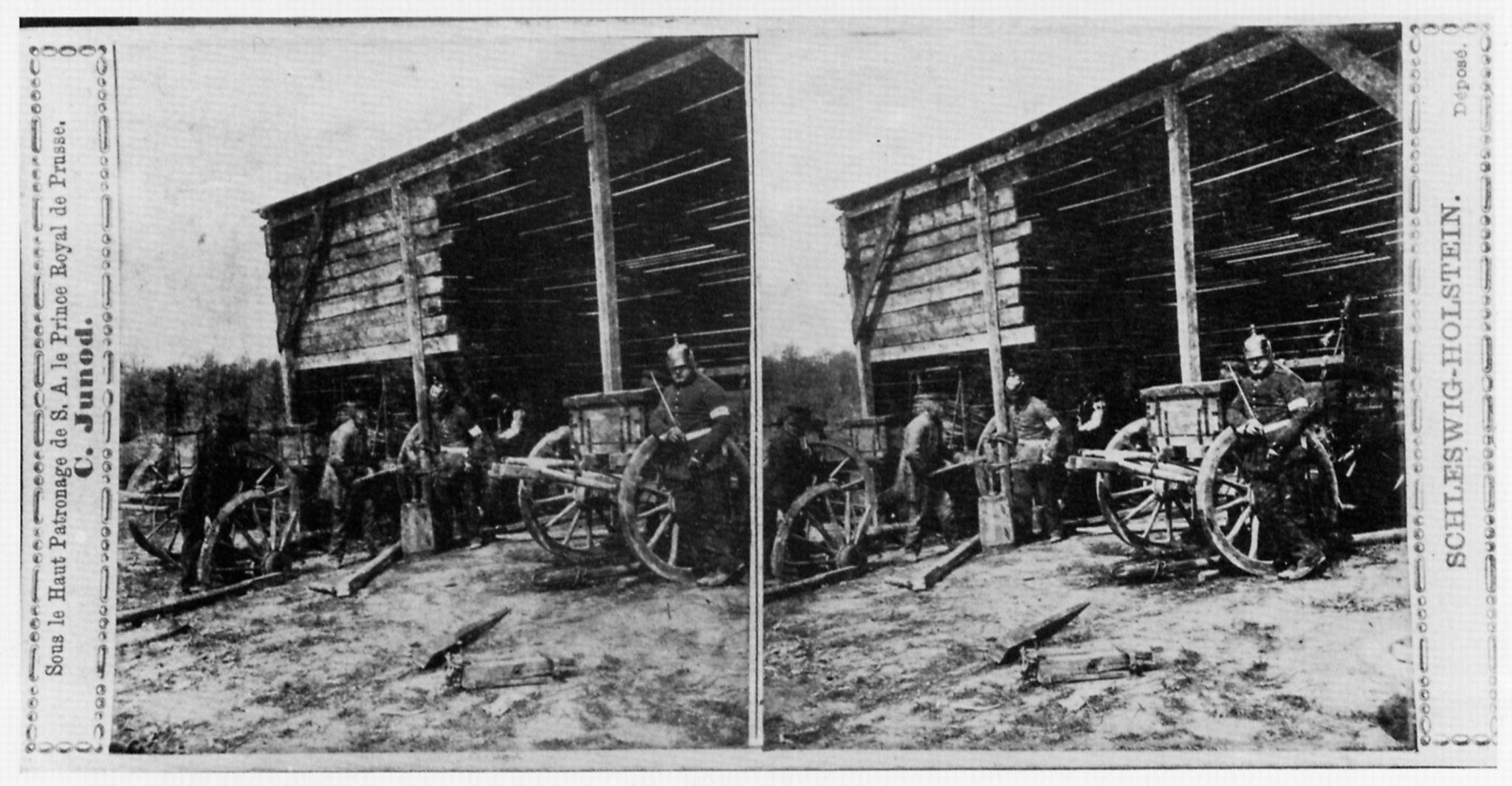
Feldschmiede des preußischen Artillerie-Parks bei Nübbel
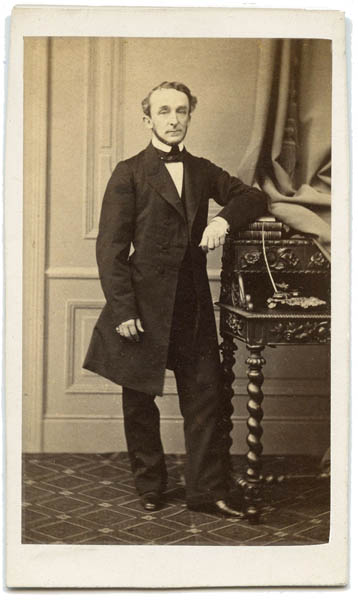
Der Hamburger Kaufmann und Senator Gustav Godeffroy, um 1864

## Auszeichnungen
- 1865 Berlin: Preismedaille (für Landschaften) anlässlich der vom Photographischen Verein zu Berlin veranstalteten Ausstellung im Mai.[12]